# Deze kleine wereld
Deze kleine wereld é um filme-documentário em curta-metragem holandês de 1972 dirigido e escrito por Charles Huguenot van der Linden. Venceu o Oscar de melhor documentário de curta-metragem na edição de 1973.